# Али Карими
Али Карими (на персийски: علی کریمی) е бивш ирански футболист. Смятан за един от най-талантливите азиатски играчи на своето поколение, Карими е известен с изявите си за Персеполис, Байерн Мюнхен и националния отбор на Иран. Има 127 мача и 38 гола за своята страна. През 2004 г. е избран за футболист на годината в Азия.

## Клубна кариера
Кариерата му започва в тима на Фат Техеран през 1996 г. През 1998 г. преминава в Персеполис. С тима печели дубъл (титла и купа) през 1999 г. и става отново шампион на Иран през 2000 г. Докато е играч на Персеполис, изкарва проби в италианския Перуджа, но трансферът се проваля, тъй като иранците искат прекалено висока трансферна сума. Карими е желан и от Атлетико Мадрид, който по това време е в Сегунда Дивисион.
През 2001 г. преминава в Ал-Ахли (Дубай). През сезон 2001/02 печели Купата на президента. За тима от ОАЕ записва 69 мача и 45 попадения, като през 2004 г. става голмайстор на Про лигата с 14 отбелязани гола. Карими е и голмайстор на клубната Купа на Азия.
На 3 май 2005 г. Карими подписва за 1 сезон с германския колос Байерн Мюнхен. Въпреки негативните препоръки, треньорът Феликс Магат се решава на трансфера и така Али става третият иранец, обличал екипа на „баварците“ след Али Даеи и Вахид Хашемян. Дебютира за Байерн в мач от втория кръг на Бундеслигата срещу Байер Леверкузен и се отчита с гол и асистенция за победата с 5:2. През ноември 2005 г. вкарва гол на Рапид Виена в първия си мач в Шампионската лига. Али не успява да пребори голямата конкуренция в състава, но въпреки това през 2006 г. договорът му е удължен за още 1 година. През сезон 2006/07 Карими играе значително по-рядко. Иранецът отказва оферти от Ред Бул Залцбург и бившия си клуб Ал-Ахли (Дубай), след като крилото на Байерн Себастиян Дайслер слага край на кариерата си и Магат се отказва да продаде Карими.
След едва 15 изиграни мача през сезона, Карими е освободен от Байерн. Полузащитникът преминава със свободен трансфер в тима на Катар СК. През сезон 2007/08 изиграва 27 мача и вкарва 5 гола. На 13 юли 2008 г. Карими подписва с Ал-Саилия, но не изиграва нито един мач за тима, след като през септември се завръща в Персеполис под наем.
Карими вкарва първия си гол след завръщането си в Иран в дербито срещу Естегнял, завършило 1:1. На 9 октомври 2008 г. отбелязва хеттрик срещу Абумослем. След като наема изтича, от Персеполис не предлагат нов договор на полузащитника.
През 2009 г. преминава в Стийл Азин. В първите си 4 мача за тима вкарва 4 гола. В сезон 2009/10 отбелязва 14 гола в 28 мача. През август 2010 г. Карими е отстранен от тима поради неспазване на постите преди мюсюлманския празник Рамадан, но няколко дни по-късно е реабилитиран, като плаща само глоба. В началото на 2011 г. подписва краткосрочен контракт с Шалке 04. Карими обаче записва само две срещи за „миньорите“ – срещу Интер в Шампионската лига и срещу Кайзерслаутерн в Бундеслигата.
През лятото на 2011 г. отново се завръща в Персеполис. През сезон 2012/13 играе финал за Купата на Иран. През 2013 г. преминава в тима на Трактор Сази, където и завършва кариерата си.

## Национален отбор
Дебютира за националния тим на Иран през октомври 1998 г. в мач с Кувейт. Същата година печели златен медал Азиатските игри, като вкарва гол на финала. Карими изиграва основна роля в тима в квалификациите за Мондиал 2002. Иран завършва втори в своята квалификационна група и играе бараж за класиране срещу Република Ирландия. В първия двубой ирландците побеждават с 2:0. Иран печели реванша с 1:0, но не успява да се класира за световното.
През 2004 г. става голмайстор на Купата на Азия с 5 гола, а Иран завършва на трето място. Две години по-късно е част от състава на световното в Германия, но травма в глезена му попречва да помогне на Иран да преодолее групите. Тимът записва едва 1 точка, след равенство с Ангола.
През 2008 г. се отказва от националния отбор, но през февруари 2009 г. заявява готовността си отново да облече екипа на националния отбор. На 17 юни 2009 г. Карими, Меди Мадавикия, Хосейн Кааби и Вахид Хашемян излизат със зелени ленти в подкрепа на опозиционния кандидат-президент Мир-Хосейн Мусави, поради което са отстранени от националния отбор.
През 2010 г. Карими отново е повикан в националния тим, като е неизменна част от състава до 2013 г. Последните си мачове за Иран изиграва под ръководството на Карлош Кейрош в квалификациите за Мондиал 2014.

## Статистика
| Клубна кариера    | Клубна кариера    | Клубна кариера    | Лига   | Лига   | Купа   | Купа   | Континентални   | Континентални   | Общо   | Общо   |
| Сезон             | Клуб              | Лига              | Мачове | Голове | Мачове | Голове | Мачове          | Голове          | Мачове | Голове |
| Иран              | Иран              | Иран              | Лига   | Лига   | Купа   | Купа   | Азия            | Азия            | Общо   | Общо   |
| ----------------- | ----------------- | ----------------- | ------ | ------ | ------ | ------ | --------------- | --------------- | ------ | ------ |
| 1998 – 99         | ФК Персеполис     | Азадеган          | 13     | 3      |        | 0      | –               | –               |        | 3      |
| 1999 – 00         | ФК Персеполис     | Азадеган          | 15     | 3      |        | 0      | 9               | 4               |        | 7      |
| 2000 – 01         | ФК Персеполис     | Азадеган          | 15     | 5      |        | 0      | 4               | 1               |        | 6      |
| ОАЕ               | ОАЕ               | ОАЕ               | Лига   | Лига   | Купа   | Купа   | Азия            | Азия            | Общо   | Общо   |
| 2001 – 02         | Ал-Ахли (Дубай)   | ОАЕ Лига          |        | 14     |        | 6      | –               | –               |        | 20     |
| 2002 – 03         | Ал-Ахли (Дубай)   | ОАЕ Лига          | 13     | 5      |        | 1      | 2               | 0               |        | 6      |
| 2003 – 04         | Ал-Ахли (Дубай)   | ОАЕ Лига          | 16     | 15     |        |        | –               | –               |        |        |
| 2004 – 05         | Ал-Ахли (Дубай)   | ОАЕ Лига          |        | 11     |        |        | 6               | 2               |        |        |
| Германия          | Германия          | Германия          | Лига   | Лига   | Купа   | Купа   | Шампионска лига | Шампионска лига | Общо   | Общо   |
| 2005 – 06         | Байерн Мюнхен     | Бундеслига        | 20     | 2      | 2      | 0      | 3               | 1               | 25     | 3      |
| 2006 – 07         | Байерн Мюнхен     | Бундеслига        | 13     | 1      | 0      | 0      | 2               | 0               | 15     | 1      |
| Катар             | Катар             | Катар             | Лига   | Лига   | Купа   | Купа   | Азия            | Азия            | Общо   | Общо   |
| 2007 – 08         | Катар СК          | Катар лига        | 27     | 5      | 2      | 0      | –               | –               | 29     | 5      |
| Иран              | Иран              | Иран              | Лига   | Лига   | Купа   | Купа   | Азия            | Азия            | Общо   | Общо   |
| 2008 – 09         | ФК Персеполис     | Про Лига          | 21     | 5      | 1      | 0      | 6               | 2               | 28     | 7      |
| 2009 – 10         | Стийл Азин        | Про Лига          | 28     | 14     | 3      | 1      | –               | –               | 31     | 15     |
| 2010 – 11         | Стийл Азин        | Про Лига          | 12     | 0      | 0      | 0      | –               | –               | 12     | 0      |
| Германия          | Германия          | Германия          | Лига   | Лига   | Купа   | Купа   | Шампионска лига | Шампионска лига | Общо   | Общо   |
| 2010 – 11         | Шалке 04          | Бундеслига        | 1      | 0      | 0      | 0      | 1               | 0               | 2      | 0      |
| Иран              | Иран              | Иран              | Лига   | Лига   | Купа   | Купа   | Азия            | Азия            | Общо   | Общо   |
| 2011 – 12         | ФК Персеполис     | Про Лига          | 28     | 12     | 2      | 0      | 7               | 3               | 37     | 15     |
| 2012 – 13         | ФК Персеполис     | Про Лига          | 12     | 1      | 3      | 0      | –               | –               | 13     | 1      |
| 2013 – 14         | Трактор Сази      | Про Лига          | 26     | 5      | 4      | 0      | 5               | 0               | 34     | 5      |
| Общо              | Иран              | Иран              | 177    | 48     | 13     | 1      | 28              | 10              | 218    | 59     |
| Общо              | ОАЕ               | ОАЕ               |        | 44     |        |        | 8               | 2               |        |        |
| Общо              | Германия          | Германия          | 34     | 3      | 2      | 0      | 6               | 1               | 42     | 4      |
| Общо              | Катар             | Катар             | 27     | 5      | 2      | 0      | 0               | 0               | 29     | 5      |
| За цялата кариера | За цялата кариера | За цялата кариера |        | 101    |        |        | 40              | 13              |        |        |

## Успехи

### Клубни
- Шампион на Иран – 1998/99, 1999/00
- Купа на Иран – 1998/99, 2013/14
- Купа на ОАЕ – 2001/02, 2003/04
- Шампион на Германия – 2005/06
- Купа на Германия – 2005/06, 2011/12

### Международни
- Азиатски игри – 1998
- Западноазиатско първенство – 2000, 2004
- АФК/ОФК къп челъндж – 2004

### Индивидуални
- Футболист на годината в Азия – 2004
- Голмайстор в Купата на Азия – 2004
- В идеалния тим на Купата на Азия – 2004
- Голмайстор на ОАЕ Лигата – 2003/04